# Franziskanerkloster Herford

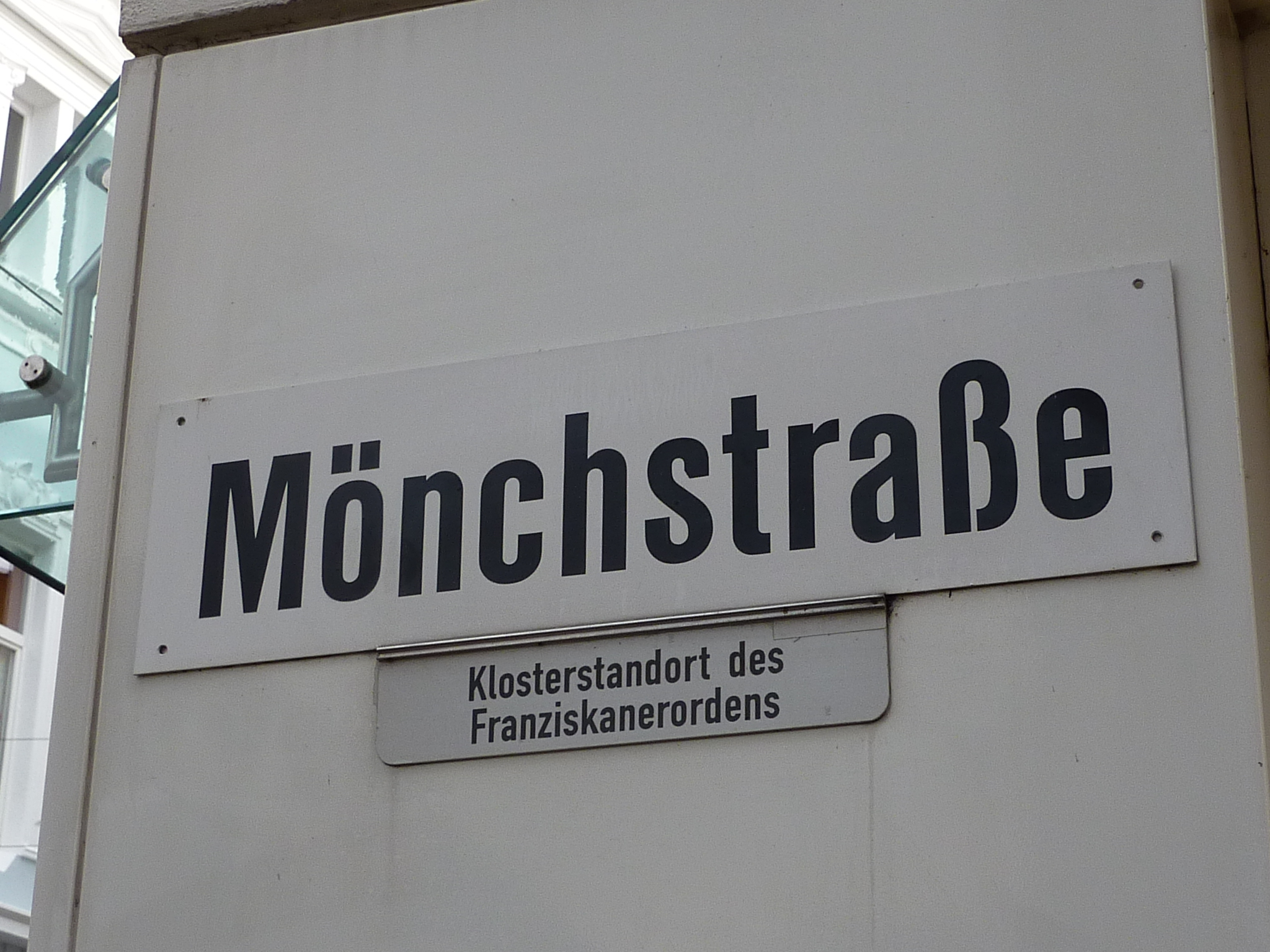
Hinweisschild an der Herforder Mönchstraße

Das Franziskanerkloster in Herford war eine Niederlassung der Franziskaner (ordo fratrum minorum, „Minderbrüder“ oder „Minoriten“), das im 13. Jahrhundert entstand. Es ist im Zuge der Reformation untergegangen.

## Geschichte
Die Gründung des Herforder Minoritenklosters soll auf den Franziskaner Johannes de Plano Carpini zurückgehen. Dieser war von 1222 bis 1224 Kustos der Sächsischen Kustodie der Ordensprovinz Teutonia und von 1228 bis 1230 Provinzial dieser Provinz. Eine zuverlässige Quelle über die Niederlassung der Franziskaner in Herford bietet aber erst eine Urkunde aus dem Jahr 1286. In einer weiteren Urkunde des Jahres 1286 wird von der Herforder Äbtissin Mathilde ein Platz erwähnt, den die Franziskaner schon länger bewohnen würden. Vom Herforder Magistrat hatten sie ein Grundstück zur Bebauung erhalten. Dort wurde neben der Niederlassung auch eine Klosterkirche errichtet. Im Jahre 1291 erfolgte bereits eine Erweiterung des Geländes. Im 14. Jahrhundert besaß das Kloster Termineien in Minden (um 1322) und Lemgo (vor 1323). Zahlreiche Schenkungen Herforder Bürger lassen den Schluss zu, dass das Kloster in hohem Ansehen stand. 1463 weihte der Paderborner Weihbischof Johannes Schulte OESA eine neue Kirche und einen Kreuzgang. Das Patrozinium der Kirche ist nicht bekannt. 1291 war von einer Erweiterung einer Kapelle zum Heiligen Geist die Rede. Der Konvent gehörte zur Rheinischen oder Kölnischen Franziskanerprovinz (Colonia), die nach Teilung der Provinz Teutonia 1230 neben der Sächsischen Franziskanerprovinz (Saxonia) entstanden war.
Ein Großteil der Herforder Franziskaner wandte sich in der beginnenden Reformation frühzeitig der lutherischen Lehre zu. Einer der Herforder Brüder wurde 1527 Prediger an St. Nicolai in Lemgo, wo bereits die Reformation eingeführt worden war. Der Guardian und ein Großteil des Konvents folgten seinem Beispiel und verließen das Kloster, nur wenige Ordensmänner verweigerten sich der lutherischen Lehre und wurden 1532 in der Folge eines Bildersturms von Herforder Bürgern aus dem Kloster vertrieben; dabei wurde auch der Klosterfriedhof zerstört und in der Folge verkauft und bebaut.
Die Klosterkirche und Teile der Konventsgebäude wurden nach 1800 abgebrochen, der auf älteren Stadtansichten noch erkennbare Kirchturm wurde 1825 niedergelegt. Das Klostergelände war zuvor von der Stadt als Armenunterkunft und von der preußischen Regierung in Minden als Zuchthaus genutzt worden. Die beim Abriss des Turms geborgene Glocke von 555 Pfund wurde auf das alte Rathaus von Herford gebracht und ab 1827 in Elverdissen als Schulglocke genutzt. Nachdem sie Risse bekommen hatte, wurde sie später in Bochum gegen eine Stahlglocke eingetauscht.
An das Kloster erinnert in Herford heute noch die Mönchstraße.